# Pseudounipolární neuron

Pseudounipolární neuron

Pseudounipolární neuron je typ senzorického neuronu v periferní nervové soustavě, který má společný úsek dendritu a axonu a tímto vytvářejí tzv. dendraxon. Tato struktura mající tvar písmene T umožňuje rovnou přenášet akční potenciál z dendritu na axon. 
Tento typ neuronů je standardní z hlediska vedení vzruchu(akčního potenciálu). Tedy platí , že dendrity vedou vzruchy centipetálně čili z periferie do centra(např. míchy) ,  axony vedou centrifugálně čili z centra do periferie(např. do svalu) . 
Na obrázku níže je pod číslem 1 zobrazen pseudounipolární neuron , pod číslem 2 je bipolární neuron.